# 헬무트 비른슈베르거
헬무트 비른스베르거(Helmut Wirnsberger, 슈타이어 출생)는 제2차 세계 대전의 동부 전선에서 제3산악사단 소속 저격수였으며, 64명의 적을 사살했다.
비른스베르거는 1942년 9월 동부 전선으로 파견되었으며, 제탈러 알펜에서 저격수 훈련을 받은 후 Kar98k와 Gew 43으로 싸웠다.
부상을 입은 비른스베르거는 저격수 훈련 과정을 가르치는 임무로 재배치되었다.